# Campionato catalano di calcio
Il campionato catalano di calcio è stato un torneo calcistico a carattere regionale disputato in Catalogna, una regione della Spagna.

## Storia
La Catalogna fu una delle regioni spagnole in cui il calcio conobbe la maggiore popolarità. Già nel dicembre 1900 c'era un numero di club sufficiente per organizzare un campionato e Alfons Macaya, presidente dell'Hispania AC, offrì un trofeo, la Copa Macaya, la quale alla fine si trasformò nel Campionat de Catalunya, il primo campionato disputato in Spagna. Fu giocato dal 1901 al 1940 e fu proibito durante l'era di Franco.
Nel 1901 l'Hispania AC vincendo la prima edizione della Copa Macaya diventò la prima squadra campione di Catalogna. Nella stagione successiva, 1901-02, fu il Barcellona a vincere il titolo, il suo primo trofeo. Nella stagione 1902-03 si disputarono due competizioni rivali (la Copa Macaya e la Copa Barcelona) che furono vinte rispettivamente dall'Club Español e dal Barcellona. Dopo il 1903 il campionato fu organizzato dalla Football Associació de Catalunya e divenne conosciuto con il nome di Campionat de Catalunya. I vincitori del torneo iniziarono inoltre a rappresentare la Catalogna nella Coppa del Re. Nel 1917 il campionato divenne professionistico e venne creata una seconda divisione.
Nel 1928 tre squadre catalane - Barcellona, Español e CE Europa - divennero membri fondatori della Primera División e il Campionat de Catalunya gradualmente perse importanza. Tuttavia durante la Guerra civile spagnola la Liga venne sospesa e le squadre dell'area repubblicana della Spagna presero parte alla Lega Mediterranea. A questa competizione parteciparono soprattutto squadre della Catalogna e del Levante. Nel 1937 il Barcellona vinse il torneo. Durante la stagione 1937-38 l'area repubblicana diventò più piccola, ma fu organizzata ugualmente una Lliga Catalana a cui partecipavano esclusivamente squadre catalane. In quella stagione si giocarono due campionati catalani, entrambi vinti dal Barcellona.

## Cronologia

### Copa Macaya
| Stagione  | Vincitore  | G | V | P | S | GF | GC | Punti |
| --------- | ---------- | - | - | - | - | -- | -- | ----- |
| 1900-1901 | Hispània   | 7 | 6 | 1 | 0 | 39 | 2  | 13    |
| 1901-1902 | Barcellona | 8 | 8 | 0 | 0 | 60 | 2  | 16    |
| 1902-1903 | Espanyol   | 4 | 3 | 0 | 1 | 9  | 2  | 6     |

### Copa Barcelona
Competizione creata nel 1902 a seguito di una polemica sorta durante la seconda edizione della Copa Macaya. Si disputò parallelamente alla terza edizione della Copa Macaya con la partecipazione delle stesse squadre.
| Stagione  | Vincitore  | G  | V  | P | S | GF | GC | Punti |
| --------- | ---------- | -- | -- | - | - | -- | -- | ----- |
| 1902-1903 | Barcellona | 14 | 12 | 2 | 0 | 38 | 10 | 26    |

### Campionat de Catalunya
Unificandosi la Copa Macaya e la Copa Barcelona sorse nel 1903 il "Campionat de Catalunya". Disputato fino al 1940, è la denominazione più lunga che abbia tenuto il torneo.
| Stagione      | Vincitore      | G  | V  | P | S | GF | GS | Punti |
| ------------- | -------------- | -- | -- | - | - | -- | -- | ----- |
| 1903-1904     | Espanyol       | 16 | 15 | 1 | 0 | 82 | 15 | 31    |
| 1904-1905     | Barcellona     | 8  | 5  | 2 | 1 | 21 | 12 | 12    |
| 1905-1906     | X Sporting     | 6  | 5  | 0 | 1 | 7  | 4  | 10    |
| 1906-1907     | X Sporting     | 4  | 3  | 0 | 1 | 10 | 4  | 6     |
| 1907-1908     | X Sporting     | 6  | 5  | 0 | 1 | 14 | 6  | 10    |
| 1908-1909     | Barcellona     | 7  | 4  | 3 | 0 | 16 | 7  | 11    |
| 1909-1910     | Barcellona     | 10 | 10 | 0 | 0 | 46 | 3  | 20    |
| 1910-1911     | Barcellona     | 7  | 7  | 0 | 0 | 25 | 7  | 14    |
| 1911-1912     | Espanyol       | 10 | 8  | 1 | 1 | 35 | 5  | 17    |
| 1912-1913 (1) | Espanya        | 10 | 9  | 1 | 0 | 19 | 5  | 19    |
| 1912-1913 (2) | Barcellona     | 4  | 3  | 0 | 1 | 24 | 9  | 6     |
| 1913-1914     | Espanya        | 8  | 8  | 0 | 0 | 12 | 2  | 16    |
| 1914-1915     | Espanyol       | 9  | 8  | 0 | 1 | 38 | 5  | 16    |
| 1915-1916     | Barcellona     | 8  | 8  | 0 | 0 | 46 | 6  | 16    |
| 1916-1917     | Espanya        | 11 | 8  | 1 | 2 | 26 | 9  | 17    |
| 1917-1918     | Espanyol       | 10 | 7  | 2 | 1 | 34 | 8  | 16    |
| 1918-1919     | Barcellona     | 10 | 8  | 1 | 1 | 31 | 6  | 17    |
| 1919-1920     | Barcellona     | 10 | 9  | 1 | 0 | 28 | 7  | 19    |
| 1920-1921     | Barcellona     | 10 | 6  | 3 | 1 | 17 | 10 | 15    |
| 1921-1922     | Barcellona     | 10 | 9  | 1 | 0 | 63 | 8  | 19    |
| 1922-1923     | CE Europa      | 10 | 8  | 1 | 1 | 31 | 11 | 17    |
| 1923-1924     | Barcellona     | 10 | 10 | 0 | 0 | 28 | 7  | 20    |
| 1924-1925     | Barcellona     | 14 | 9  | 2 | 3 | 25 | 9  | 20    |
| 1925-1926     | Barcellona     | 14 | 9  | 2 | 3 | 35 | 15 | 20    |
| 1926-1927     | Barcellona     | 14 | 11 | 1 | 2 | 64 | 20 | 23    |
| 1927-1928     | Barcellona     | 14 | 12 | 0 | 2 | 56 | 11 | 24    |
| 1928-1929     | Espanyol       | 10 | 9  | 1 | 0 | 32 | 4  | 19    |
| 1929-1930     | Barcellona     | 10 | 8  | 0 | 2 | 33 | 6  | 16    |
| 1930-1931     | Barcellona     | 10 | 8  | 1 | 1 | 34 | 10 | 17    |
| 1931-1932     | Barcellona     | 14 | 11 | 1 | 2 | 43 | 12 | 23    |
| 1932-1933     | Espanyol       | 14 | 12 | 1 | 1 | 42 | 14 | 25    |
| 1933-1934     | Sabadell       | 14 | 11 | 1 | 2 | 34 | 19 | 23    |
| 1934-1935     | Barcellona     | 10 | 8  | 1 | 1 | 36 | 10 | 17    |
| 1935-1936     | Barcellona     | 10 | 9  | 1 | 0 | 41 | 9  | 19    |
| 1936-1937     | Espanyol       | 10 | 7  | 0 | 3 | 29 | 23 | 14    |
| 1937-1938     | Barcellona     | 14 | 10 | 1 | 3 | 42 | 13 | 21    |
| 1938-1939     | Non si disputò | -  | -  | - | - | -  | -  | -     |
| 1939-1940     | Espanyol       | 10 | 9  | 1 | 0 | 35 | 11 | 19    |

## Campioni

### Copa Macaya
- Hispania AC : 1
  - 1901
- Barcellona: 1
  - 1901-02,
- Espanyol: 1
  - 1903

### Copa Barcelona
- Barcellona: 1
  - 1903

### Campionat de Catalunya
- Barcellona: 21
  - 1904-05, 1908-09, 1909-10, 1910-11, 1912-13, 1915-16, 1918-19, 1919-20, 1920-21, 1921-22, 1923-24, 1924-25, 1925-26, 1926-27, 1927-28, 1929-30, 1930-31, 1931-32, 1933-34, 1935-36, 1937-38
- Espanyol: 11
  - 1903-04, 1905-06, 1906-07, 1907-08, 1911-12, 1914-15, 1917-18, 1928-29, 1932-33, 1936-37, 1939-40
- Espanya: 3
  - 1912-13, 1913-14, 1919-17
- CE Europa: 1
  - 1922-23
- Sabadell: 1
  - 1933-34

### Lliga Catalana
- Barcellona: 1
  - 1937-38